# 崔浩 (天順進士)
崔浩（1420年—？），字文淵，廣東高州府茂名縣人，明朝政治人物。進士出身。

## 生平
廣東鄉試第九十一名。天順元年（1457年）丁丑科會試第一百十三名，殿試登進士第三甲第一百三十二名。

## 家族
曾祖崔瑜玉。祖父崔則明。父亲崔光珤。